# Ґоринь (Мазовецьке воєводство)
Ґоринь (пол. Goryń) — село в Польщі, у гміні Ястшембія Радомського повіту Мазовецького воєводства.
Населення — 257 осіб (2011).
У 1975-1998 роках село належало до Радомського воєводства.

## Демографія
Демографічна структура станом на 31 березня 2011 року:
|          | Загалом | Допрацездатний вік | Працездатний вік | Постпрацездатний вік |
| -------- | ------- | ------------------ | ---------------- | -------------------- |
| Чоловіки | 134     | 33                 | 92               | 9                    |
| Жінки    | 123     | 31                 | 66               | 26                   |
| Разом    | 257     | 64                 | 158              | 35                   |